# Gnophos persula
Gnophos persula là một loài bướm đêm trong họ Geometridae.